# Руське Ільчикеєво
Ру́ське Ільчике́єво (рос. Русское Ильчикеево) — присілок у складі Салаватського району Башкортостану, Росія. Входить до складу Мурсалімкінської сільської ради.
Населення — 108 осіб (2010; 89 в 2002).
Національний склад:
- росіяни — 69 %
- башкири — 29 %